# Roberto Marioni
Roberto Marioni (Coronda, Santa Fe, Argentina; 28 de julio de 1960) es un exfutbolista argentino y actual coordinador de fútbol de inferiores en el Club Atlético Boca Unidos. Luego de la renuncia de Raúl Estevez En el equipo Titular Asumió el Cargo como entrenador.

## Trayectoria
Debutó en Primera en el equipo Colón de Argentina, y luego de 20 partidos jugados, el equipo descendió a la "B" nacional a los pocos días de haber firmado su primer contrato con 20 años de edad., comenzando allí su periplo por el fútbol de ascenso y primera división. Ascendió con Chacarita Juniors, siguió por Deportivo Morón, Temperley, Douglas Haig Chaco For Ever y Huracán. Era un mediocampista  con mucha marca, la recuperación del balón era su especialidad, también distribuía muy bien el juego.
Luego de su paso por Huracán continuó su carrera en Portugal con los clubes Benfica Castelo Branco, Alcains y Proenca a Nova. Estuvo once años en Europa y tras haberse retirado de la actividad fue director deportivo de clubes de la región.

## Regreso al fútbol argentino
Al regresar al país se incorpora al grupo de trabajo liderado por Rubén Rossi en Colón de Santa Fe, primeramente en el área de captación, y luego desarrollando tareas de coordinación del fútbol juvenil, siendo clave en un proceso que generó talentos como Alario, Bertoglio, Graciani, Mugni, Luque, Meli, Conti, por un valor aproximado de U$D 16.000.000. Este trabajo lo llevó a dirigir el primer equipo, interinamente, luego de la salida de Antonio Mohamed del club, logrando una gran victoria frente a San Lorenzo. En 2012 deja la institución para encarar un nuevo proyecto coordinando el fútbol juvenil de Boca Unidos de Corrientes. Al siguiente año, se encara el paso decisivo en la institución, comenzando a participar de la competencia nacional de juveniles de AFA, proyecto que Marioni lidera.

## Actualidad
Actualmente continúa con las tareas de coordinador de las divisiones inferiores de Boca Unidos de Corrientes. y además se ha convertido en el secretario técnico de la institución, trabajando en el desarrollo del primer equipo. En marzo de 2016, se hace cargo interinamente de la conducción técnica del primer equipo, ante la renuncia de Ricardo Rodríguez.

## Clubes
| Club                        | País      | Año         | División          |
| --------------------------- | --------- | ----------- | ----------------- |
| Colón                       | Argentina | 1980 - 1984 | Primera y Segunda |
| Chacarita Juniors           | Argentina | 1984 - 1986 | Segunda y Primera |
| Club Atlético Temperley     | Argentina | 1986 - 1987 | Primera           |
| Chaco For Ever              | Argentina | 1987 - 1988 | Primera           |
| Huracán                     | Argentina | 1988 - 1989 | Primera           |
| Clube Desportivo de Alcains | Portugal  | 1989 - 1991 | Segunda           |
| ADC Proença-a-Nova          | Portugal  | 1991 - 1995 | Tercera           |

## Palmarés

### Copas internacionales
| Título | Club | País | Año |
| ------ | ---- | ---- | --- |

| Título | Club | País | Año |
| ------ | ---- | ---- | --- |

| Ascenso a 1.ª | Chacarita | Argentina | 1983 |
| ------------- | --------- | --------- | ---- |